# Oregon-City-Klasse
Die Oregon-City-Klasse war eine Klasse Schwerer Kreuzer der United States Navy, die nach dem Zweiten Weltkrieg in Dienst gestellt wurde. Die zweite der drei Einheiten wurde später zu einem Lenkwaffenkreuzer umgebaut und gehörte der Albany-Klasse an.

## Geschichte
Die Einheiten der Oregon-City-Klasse waren ursprünglich als Kreuzer der Baltimore-Klasse geplant, der Entwurf wurde aber später überarbeitet und die Bestellungen gewandelt. Alle Schiffe wurden im Finanzjahr 1942 in Auftrag gegeben. Vorgesehen war neun Einheiten der Klasse zu bauen, tatsächlich wurden aber nur drei fertiggestellt, da bei Ende des Pazifikkriegs kein Bedarf an zusätzlichen Kreuzern mehr bestand. Der Bau von der USS Northampton (CA-125) wurde am 11. August 1945 eingestellt, als das Schiff zu 56,2 % fertiggestellt war. Ab 1. Juli 1948 wurde das Schiff nach einem völlig veränderten Entwurf weitergebaut. Es wurde als Hauptquartier- bzw. Stabsschiff fertiggestellt, das im Kriegsfall auch den US-Präsidenten und alle wichtigen Kommandostäbe atombombengeschützt aufnehmen konnte. Es wurde als "National Emergency Command Post Afloat (NECPA)" (etwa: Schwimmendes nationales Hauptquartier in Krisen) bezeichnet und war von 1953 bis 1970 als CLC-1 in Dienst.
Die erste Einheit der Klasse, Oregon City, wurde bereits nach einem Jahr wieder außer Dienst gestellt, die dritte, Rochester, blieb von 1946 bis 1961 in Dienst. Einen Sonderstatus nahm die Albany ein, die ab 1957 zu einem Lenkwaffenkreuzer umgebaut wurde und bis 1980 in Dienst blieb.
Nach der nach 1970 erfolgten Streichung aus der Reserveflotte wurden beide Einheiten zerlegt, das gleiche Schicksal traf auch Albany nach 1980.

## Technik
Eine genauere Übersicht über die Technik, auch der später umgebauten Albany, findet sich unter Baltimore-Klasse
Die grundsätzlichen Daten der Oregon-City-Klasse unterscheiden sich nicht von denen der Baltimore-Klasse. So waren die Schiffe ebenso 205,3 Meter lang und 21,6 Meter breit und verdrängten bis zu 17.031 ts. Auch die Antriebsanlage und die Bewaffnung blieb unverändert.
Der einzige wesentliche Unterschied betrifft die Aufbauten. Zur Reduzierung der Topplastigkeit und zu Gunsten eines größeren Bestreichungswinkels der Flugabwehr wurden die zwei Schornsteine zu nur noch einem zusammengefasst, außerdem wurde die Höhe der achterlichen Aufbauten verringert.

## Einheiten
| Kennung      | Name        | Bauwerft                                 | Kiellegung        | Stapellauf                               | Indienststellung                         | Außerdienststellung                      | Verbleib                                 |
| ------------ | ----------- | ---------------------------------------- | ----------------- | ---------------------------------------- | ---------------------------------------- | ---------------------------------------- | ---------------------------------------- |
| CA-122       | Oregon City | Fore River Shipyard, Quincy              | 8. April 1944     | 9. Juni 1945                             | 16. Februar 1946                         | 15. Dezember 1947                        | 1974 verschrottet                        |
| CA-123/CG-10 | Albany      | Fore River Shipyard, Quincy              | 6. März 1944      | 11. Juni 1945                            | 15. Juni 1946                            | 29. September 1980                       | verschrottet                             |
| CA-124       | Rochester   | Fore River Shipyard, Quincy              | 29. Mai 1944      | 28. August 1944                          | 20. Dezember 1946                        | 10. August 1961                          | 1975 verschrottet                        |
| CA-125/CLC-1 | Northampton | Fore River Shipyard, Quincy              | 31. August 1944   | 27. Januar 1951                          | 7. März 1953                             | 8. April 1970                            | verschrottet                             |
| CA-126       | Cambridge   | Fore River Shipyard, Quincy              | 16. Dezember 1944 | Bauaufträge am 12. August 1945 storniert | Bauaufträge am 12. August 1945 storniert | Bauaufträge am 12. August 1945 storniert | Bauaufträge am 12. August 1945 storniert |
| CA-127       | Bridgeport  | Fore River Shipyard, Quincy              | 13. Januar 1945   | Bauaufträge am 12. August 1945 storniert | Bauaufträge am 12. August 1945 storniert | Bauaufträge am 12. August 1945 storniert | Bauaufträge am 12. August 1945 storniert |
| CA-128       | Kansas City | Fore River Shipyard, Quincy              | 9. Juli 1945      | Bauaufträge am 12. August 1945 storniert | Bauaufträge am 12. August 1945 storniert | Bauaufträge am 12. August 1945 storniert | Bauaufträge am 12. August 1945 storniert |
| CA-129       | Tulsa       | Fore River Shipyard, Quincy              | -                 | Bauaufträge am 12. August 1945 storniert | Bauaufträge am 12. August 1945 storniert | Bauaufträge am 12. August 1945 storniert | Bauaufträge am 12. August 1945 storniert |
| CA-137       | Norfolk     | Philadelphia Naval Shipyard Philadelphia | 27. Dezember 1944 | Bauaufträge am 12. August 1945 storniert | Bauaufträge am 12. August 1945 storniert | Bauaufträge am 12. August 1945 storniert | Bauaufträge am 12. August 1945 storniert |
| CA-138       | Scranton    | Philadelphia Naval Shipyard Philadelphia | 27. Dezember 1944 | Bauaufträge am 12. August 1945 storniert | Bauaufträge am 12. August 1945 storniert | Bauaufträge am 12. August 1945 storniert | Bauaufträge am 12. August 1945 storniert |